# Donareik

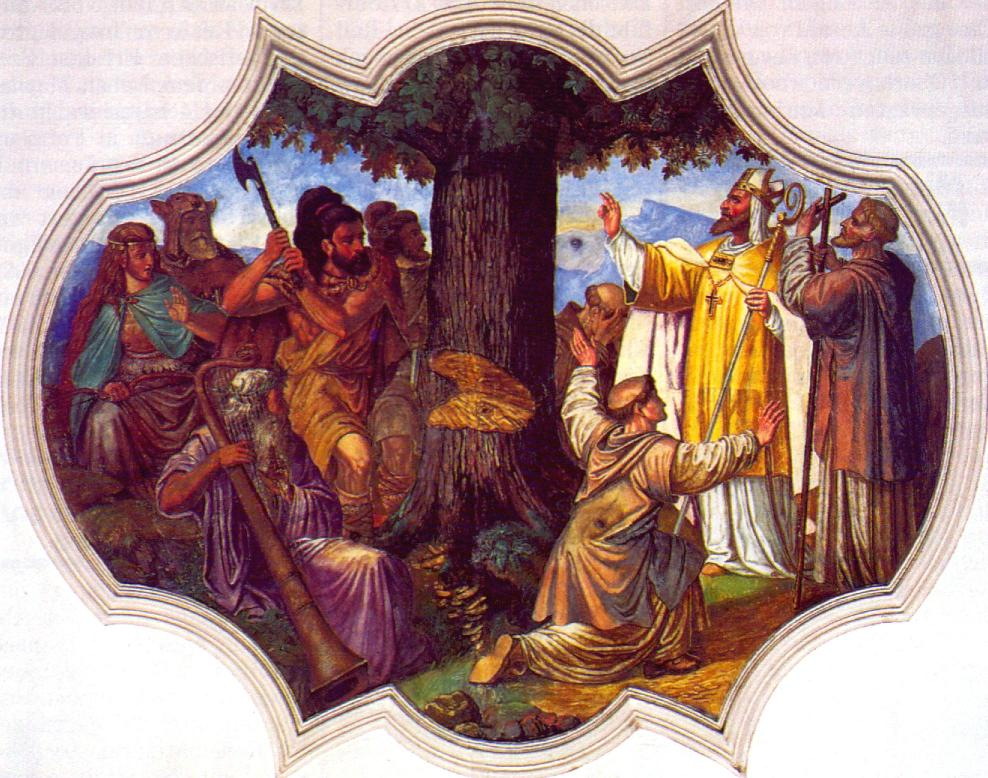
Bonifatius houdt volgens deze voorstelling toezicht terwijl de al gekerstende Franken de Donareik bij Fritzlar vernietigen, om zo de lokale germaanse bevolking (de Chatten) te bekeren tot het christendom - schilderij uit 1737

De Donareik was in de achtste eeuw n.Chr. een eik in Geismar, bij Fritzlar (Duitsland) die eik van Jupiter werd genoemd. Het was een heiligdom van de Hessen.
De heilige boom werd volgens Willibalds hagiografie (geschreven rond 766) door Bonifatius omgehakt in 723. Hiermee wilde, de latere heilige, Bonifatius bewijzen dat de Germaanse goden machteloos waren: er gebeurde namelijk niets, terwijl de Germanen verwachtten dat hun god wraak zou nemen. Willibald beschrijft dat de Hessen die getuige waren zich bekeerden en hun vroegere zonden afzwoeren. Hij voegde er zelfs aan toe dat de boom in vier gelijke delen uiteen viel.
Van het hout liet Bonifatius een kapel bouwen gewijd aan Sint-Pieter; de kerk werd de kiemcel van het latere klooster Fritzlar.
In de diverse varianten van de Germaanse religie waren bomen (net als bronnen, bergen, etc.) gebruikelijke plaatsen om als heiligdom te dienen. Vermoedelijk waren er vele Donareiken. Sommige eiken werden tot in de twintigste eeuw nog in de volksmond 'Donareik' genoemd.